# 臬玻穆的若望

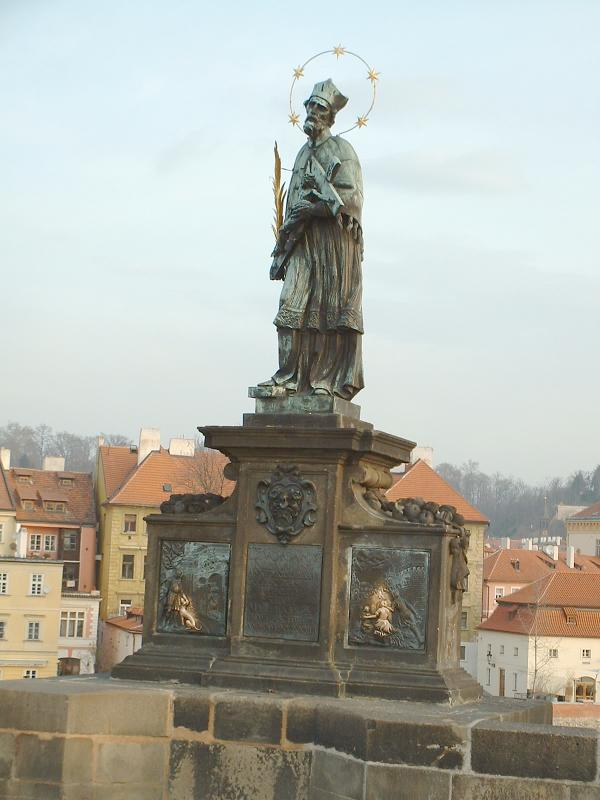
布拉格查理大桥的臬玻穆的若望雕像

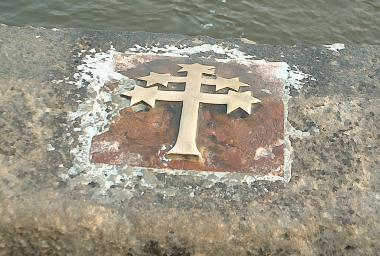
臬玻穆的若望从桥的这个护栏被扔进伏尔塔瓦河

臬玻穆的若望（捷克語：Jan Nepomucký，约1345年—1393年3月20日）是捷克共和国的一位民族圣人，被波希米亚国王瓦茨拉夫四世淹死在伏尔塔瓦河。後世认为他的死因是由于他是波希米亚王后的告解神师，并且拒绝透露告解的秘密。根据这种说法，臬玻穆的若望被认为是天主教会第一位因告解保密而殉道者，由于他死的方式，他成为反诽谤的主保圣人，同时也是抵御洪水的主保圣人。

## 生平
臬玻穆的若望出生在波希米亚小镇内波穆克（天主教汉译“臬玻穆”），该镇属于附近的熙笃会修道院。他出生在1340年至1349年之间，先就读于查理大学，然后前往帕多瓦大学攻读教会法（1383年至1387年）。1393年，他担任布拉格总主教Jenštejn的若望（1378年－1396年）的副主教。同年3月20日，他被波希米亚国王从布拉格的查理大桥扔进伏尔塔瓦河淹死。
当时，富裕而且强大的本笃会克拉德鲁比修道院正要任命一位新院长，这个修道院拥有广阔的土地，其资源在瓦茨拉夫与贵族的斗争中是至关重要的。同时，瓦茨拉夫支持亞維儂教廷，而布拉格总主教则效忠他的竞争对手罗马教宗。布拉格总主教违反瓦茨拉夫的意愿，准备任命臬玻穆的若望出任克拉德鲁比修道院院长。1393年3月20日，国王下令将若望扔进了伏尔塔瓦河。
这种说法是基于当时的四份文献。第一份是总主教于1393年4月23日提交给教宗博义九世的对国王的指控，总主教在事件发生后立即带着克拉德鲁比修道院新院长前往罗马。 
几年后，萨冈的拉多尔夫院长在1398年完成的萨冈院长目录中，以及在论文"De longævo schismate"中，都提到了他。 
另一个文件是写编年史的若望（1405年去世）汇编的条顿骑士团编年史。 
在上述指控中，Jenštejn的若望总主教已经称呼臬玻穆的若望为“殉道者”。在这位主教的传记中，将臬玻穆的若望描绘成“gloriosum Christi martyrem miraculisque coruscum”，是为捍卫天主教会的教会法和自主权而死，死后被尊为圣人。

## 后来的版本
在事件发生以后60年或更多时间里，波希米亚的编年史记载了许多另外的传记资料。这些资料被许多历史学家，特别是新教徒认为是传奇。
- 托马斯Ebendorfer（卒于1464年）在1459年完成的编年史Chronica regum Romanorum中，记载国王瓦茨拉夫淹死了他妻子的告解神师“若望学士”，因为他拒绝出卖告解的秘密。这是第一份提到臬玻穆的若望的拒绝是他的死因的文献资料。
- 保罗齐德克在1471年完成的《国王们的指示》一书中，提供了进一步的细节[6]。国王瓦茨拉夫担心他的妻子有一个情人。由于她总是向“若望硕士”告解，国王命令他告诉情人的名字，但是没有成功。于是国王下令淹死若望。但是这些编年史既没有提到事件发生的日期，也没有提到王后的名字。